# Seriana equata
Seriana equata är en insektsart som först beskrevs av Singh 1969.  Seriana equata ingår i släktet Seriana och familjen dvärgstritar. Inga underarter finns listade i Catalogue of Life.